# Sanizem
Sanízem (tudi mentalízem) je oblika diskriminacije in zatiranja posameznikov glede na neko njihovo po navadi izstopajočo duševno lastnost ali izstopajoče duševno stanje. To lahko zajema duševne motnje ali pa tudi ne. Sanizem temelji na številnih dejavnikih, kot so: 
- stereotipi o nevrodiverziteti (npr. avtizem, ADHD, bipolarna motnja, shizofrenija, osebnostne motnje)
- določeni vedenjski pojavi (npr. jecljanje, trzaji)
- domnevna inteligenca.